# Campagne lœssique de Saxe
La campagne lœssique de Saxe (Sächsisches Lössgefilde) est une des trois régions naturelles du land de Saxe en Allemagne. Elle s'étend de l'est à l'ouest du Land et couvre environ 50 % de la superficie totale de la Saxe. Elle fait partie de la ceinture lœssique d'Europe centrale qui s'étend de la Belgique à l'Ukraine.

## Macrogéochore
La région naturelle est divisée en 13 macrogéochores.
- Pays de Leipzig (Leipziger Land)
- Bassin minier du Sud-Lipsien (Bergbaurevier Südraum Leipzig)
- Plateaux et collines du Nord-Saxon (Nordsächsisches Platten- und Hügelland)
- Großenhainer Pflege
- Collines lœssiques de Thuringe Orientale (Ostthüringisches Lösshügelland)
- Bassin des Monts métallifères (Erzgebirgsbecken)
- Collines lœssiques du Centre-Saxon (Mittelsächsisches Lösshügelland)
- Collines lœssiques de la Mulde (Mulde-Lösshügelland)
- Cuvette de Dresde (Dresdner Elbtalweitung)
- Contrefort oriental des Monts métallifères (Östliches Erzgebirgsvorland)
- Collines et montagnes de Lusace Occidentale (Westlausitzer Hügel- und Bergland)
- Campagne de Haute-Lusace (Oberlausitzer Gefilde)
- Haute-Lusace Orientale (Östliche Oberlausitz)